# Sant Antoni de la Borda de l'Andreuet
Sant Antoni de la Borda de l'Andreuet era una capella del poble de Sorpe, pertanyent al terme municipal d'Alt Àneu, a la comarca del Pallars Sobirà, dins de l'antic terme de Sorpe.
Actualment és desapareguda.